# Vexillum pellucidum
Vexillum pellucidum is een slakkensoort uit de familie van de Costellariidae. De wetenschappelijke naam van de soort is voor het eerst geldig gepubliceerd in 1887 door Tate.